# Salar del Hombre Muerto
El salar del Hombre Muerto está ubicado en el sur de la Puna de Atacama sobre el límite septentrional y occidental de la provincia de Catamarca con la provincia de Salta, en Argentina. Se encuentra en el departamento Antofagasta de la Sierra.

## Geografía
Con una superficie de 588 km², se trata de una típica depresión de altura a 4000 m s. n. m., que conforma un depósito salino o salar, en cuyo subsuelo, el agua subterránea es una salmuera saturada de cloruro de sodio, portadora de litio, potasio, sulfato, borato-bórax, y otros componentes menores como el rubidio, el cesio, y el bromo.

En los 1990 esta rica región minera  fue tema de controvertidas por cuestiones limítrofes, con la provincia de Salta. Sobre el salar una empresa estadounidense trabaja en la explotación de litio vía minería de salmuera.

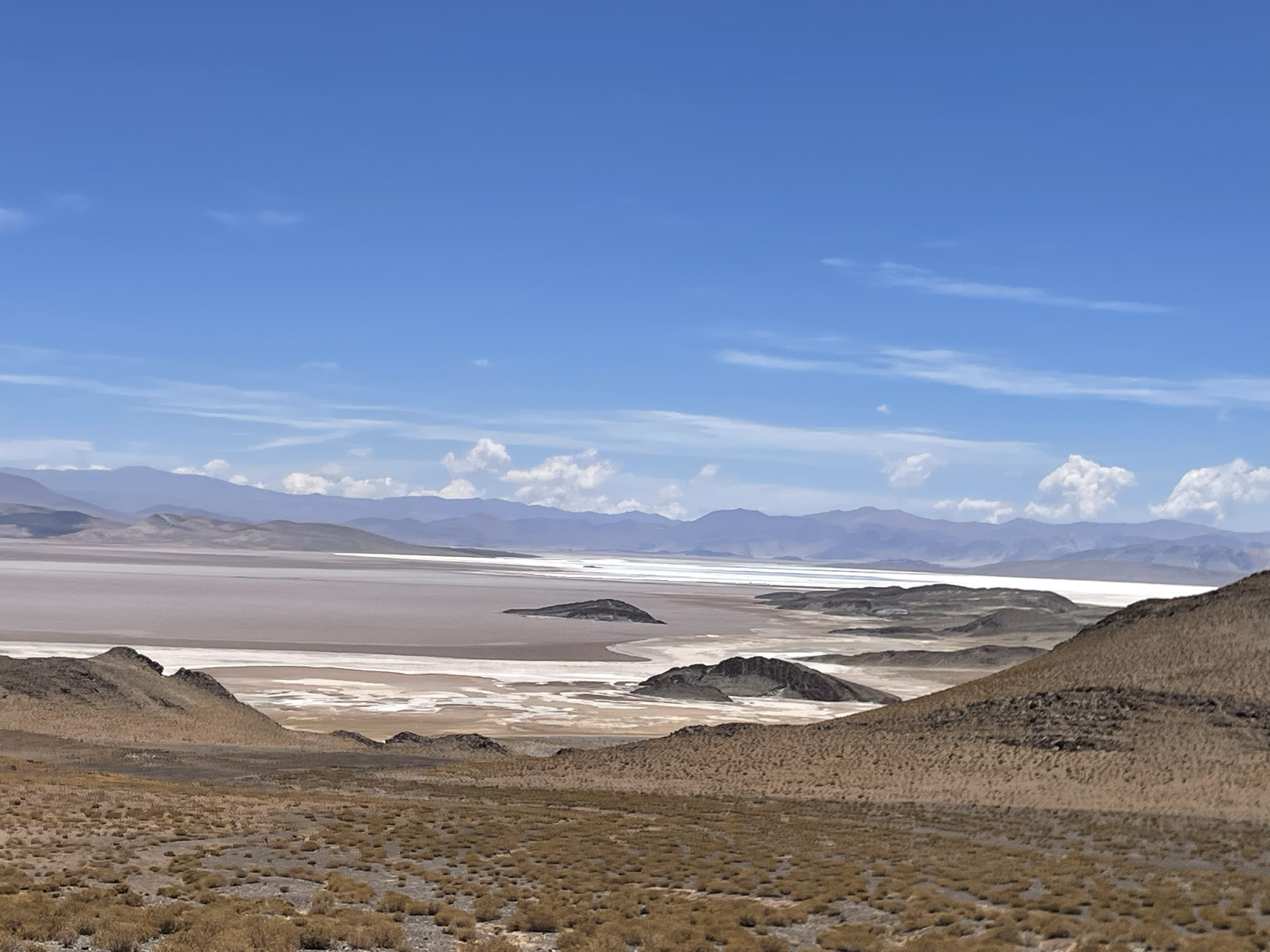
Salar del Hombre Muerto, vista desde el suroeste

## Afluentes
Un salar solo puede existir si hay ríos que desembocan en él y con ello depositar allí los minerales. En el caso del Salar del Hombre Muerto, el principal afluente es el río Los Patos. Dicho río nace en la cara norte del cerro Galán, donde fluyen aguas termales hacia el estado de ebullición (a 80 °C, precisamente, —no hay que olvidar que a esta altura de más de 4500 m s. n. m. hierve el agua a una temperatura muy por debajo de la habitual de 100 °C—).

## Depósitos de metales no ferrosos
Un litro de salmuera  del salar contiene de 0,7 a 0,8 gramos de litio y de 7 a 8 gramos de potasio. El salar es importante para la producción de litio que comenzó en 1997. Se producen varios miles de toneladas anuales de carbonato y cloruro de litio, en un negocio calculado para ser rentable en 40 años (hasta el 2037 aproximadamente). Las instalaciones, aunque están diseñadas para producir 18.000 toneladas anuales, proporcionan mucho menos. La producción es muy irregular y en función de la demanda del mercado.
El litio extraído se exporta en un 100 %. La ruta de entrada y salida del Salar se realiza por el norte a través de la Ruta Provincial 17 en la provincia de Salta  (prolongación septentrional de la provincial 43 de la provincia de Catamarca, que conecta el salar a la ciudad de Antofagasta de la Sierra). Por la ruta provincial 17, de 99 km de largo, las sales de litio son transportadas a estación Salar de Pocitos, de la línea ferroviaria que une San Antonio de los Cobres con el paso fronterizo de Socompa. Esta vía férrea es la extensión hacia el oeste del famoso Tren de las Nubes, y continúa por Chile hasta el puerto de Antofagasta, una vez que llegan a esta ciudad ubicada en las costas del océano Pacífico Sur, los minerales se cargan para su envío a Estados Unidos, Asia oriental y otros lugares.
El depósito de litio Salar del Hombre Muerto es uno de los más importantes del mundo.
La empresa operadora es la Corporación FMC, a través de su filial Minera del Altiplano S.A.
Una fábrica de producción de cloruro de litio estaría en la localidad de General Güemes de la provincia de Salta.
La región del salar está escasamente poblada, pero, a diferencia de la mayor parte del departamento de Antofagasta de la Sierra, ésta se beneficia de la presencia de una carretera provincial, lo que hace que sea su acceso relativamente fácil.

## Triángulo del Litio
El Triángulo del Litio hace referencia  a una zona geográfica ubicada en América del Sur, en el límite de Bolivia, Chile y Argentina.
Componen el triángulo el Salar de Uyuni (Bolivia), el Salar de Atacama (Chile) y el Salar del Hombre Muerto (Argentina), denominado así debido a que entre los tres salares ubicados en la puna junto a otros cercanos a estos concentran más del 85 % de las reservas de litio conocidas del planeta.

Específicamente, en la región de la Puna en la Argentina, en provincias como Jujuy, Salta y Catamarca, existen tres yacimientos activos que se limitan únicamente a la extracción de la materia prima, por empresas mineras extranjeras, como la estadounidense Lithium Corporation of America, que exportan el material a países como Rusia, EUA, China, Inglaterra, Alemania, Países Bajos entre otros y/o por empresas automotrices como Toyota, Mitsubishi y Magna.A su vez, se encuentra otras empresas, Orocobre es una de ellas,  proveniente de Australia, y Lithium América-Gangfeng de Canadá y China. 
Según expertos, la zona del triángulo contiene recursos de litio equivalentes al petróleo existentes en Arabia Saudita y es considerado como un «recurso estratégico» por su proyección a futuro debido a que el litio es un insumo imprescindible para la alimentación de energía en celulares, computadoras, autos modernos (híbridos y eléctricos) y a una amplia gama de tecnologías como vidrios, cerámicas, grasas lubricantes, en la industria farmacéutica, entre otros, por lo que en los últimos años la zona es fuertemente apreciada tanto por países extranjeros como locales y por mineras y empresas privadas y multinacionales, siendo hoy estudiada por los países locales a fin de conocer su verdadero potencial industrial.